# 袁家崗駅
袁家崗駅（えんかこう-えき）は、中華人民共和国重慶市九竜坡区に位置する重慶軌道交通2号線の駅である。駅番号は210。

## 駅構造
当駅は高架駅で、2階に改札口、3階にホームがある。ホームの形状は相対式2面2線。
| 2号線ホーム (3F) | 相対式ホーム              |
| 2号線ホーム (3F) | ←2号線 大坪・較場口方面   |
| 2号線ホーム (3F) | 2号線 動物園・新山村方面→ |
| 2号線ホーム (3F) | 相対式ホーム              |

## 駅周辺
- 奥林匹克体育中心
- 重慶医科大学附属第一医院
- 解放軍后勤工程学院
- 長城酒店相隣
- 重慶出版社
- 中国兵工物資西南公司
- 煤炭設計院
- 園林大酒店相隣

## 歴史
- 2005年6月18日 - 開業。

## 隣の駅
重慶軌道交通
■2号線
大坪駅 (209) - 袁家崗駅 (210) - 謝家湾駅 (211)